# Верхотурский уезд
Верхоту́рский уе́зд — административная функциональная (налоговая и судебно-надзорная без чётких границ), а с начала XVIII века территориальная единица в составе Сибири как части Русского царства, Сибирской губернии, Царства Сибирского, Тобольской провинции и Пермской губернии Российской Империи и Екатеринбургской губернии РСФСР, существовавшая в 1597—1923 годах. Уездный город — Верхотурье.

## География
Верхотурский уезд Пермской губернии имел территорию 60 117 км² (52 822 кв. в.) и располагался на восточном склоне Уральского хребта, составляя вместе с Чердынским уездом, лежащим к западу от хребта, северную часть губернии. Вследствие формы уезда весьма большая здесь длина Уральского кряжа допускает различие в нём в пределах уезда отдельных частей. Различают именно: относительно невысокий (до 540 метров) Гороблагодатский Урал в южной части уезда; Богословский в средней части, самый возвышенный, со многими вершинами, выдвигающимися над границами альпийского пояса, и Северный, по высоте уступающий Богословскому. В области Гороблагодатского Урала нужно заметить из ряда вершин — Качканар и изолированно лежащую гору Благодать, знаменитые месторождения магнитного железняка. Более выдающиеся вершины в Богословском Урале представляют так называемые камни: Конжаковский (1 689 м над уров. моря), Тылайский (1 397 м), Павдинский (1 125 м) и др. Важнейшие вершины северного Урала суть: Денежкин Камень (1 532 м) и Ельпинг-Нёр (1 198 м), кроме многих других, весьма значительной, но меньшей высоты. Первозданные и изверженные кристаллические породы (граниты, гнейс, и др.), а также сланцы достигают в стране весьма обширного развития, слагая массив хребта. Осадки силурийской системы развиты местами. Новейшие образования между ними (главнейше песчанистые глины и мясниковатые, глинистые пески) образуют преобладающую подпочву страны.
Верхотурский уезд славился своими горными богатствами: здесь работали казённые Гороблагодатские заводы (Кушвинский, Верхнетуринский, Баранчинский, Нижнетуринский, Серебрянский) и частные (Нижнетагильский, Нижне- и Верхнесалдинский, Висимо-Шайтанский, Черноисточинский, Висимо-Уткинский, Лайский, Сосьвенский), выплавляя чугун и выделывая железо; Богословский и Выйский выплавляли медь, небольшая часть которой перерабатывалась на Нижнетагильском, Черноисточенском и Висимо-Уткинском заводах (прокатывалась в листы и тянулась в проволоку); производительность горных заводов Верхотурского уезда составила:
- в 1886 году — 60 549 861 кг (3 696 464 пуда) чугуна, 19 483 076 кг (1 189 408 пудов) железа и 2 005 086 кг (122 407 пудов) меди;
- в 1887 году — 67 224 825 кг (4 103 959 пудов) чугуна, 20 129 040 кг (1 228 843 пуда) железа и 2 212 790 кг (135 087 пудов) меди;
- в 1888 году — 65 638 326 кг (4 007 106 пудов) чугуна, 18 222 991 кг (1 112 482 пуда) железа и 1 977 960 кг (120 751 пуд) меди.

На территории уезда добывались золото и платина. В 1888 году в Верхотурском горном округе числилось 275 золотых приисков, где было добыто 1766,3 кг (106 пудов 30 фунтов) золота. Платины в 1886 году было добыто свыше 3 735 кг (228 пуд.), в 1887 году — свыше 3 726.6 кг (227,5 пуд.), а в 1888 году — более 1 995.1 кг (121,8 пуд.).
Основные водные потоки, сбегающие с Урала по территории уезда: Лозьва, Сосьва, Тура, Тагил и Нейва, воды которых уносятся реками Турой и Тоболом в Обь. Значительных озёр мало, но много мелких, горного типа. Край, изрезанный массой ручьев и рек, в значительной мере покрыт болотами. Главные породы леса — сосна, пихта, ель, сибирский кедр, лиственница, берёза, осина и другие — занимали обширные пространства. Из-за большого количества болот значительная часть территории непригодна для земледелия. На 17 537 км² (1 605 181 дес.) леса приходилось всего 796 км² (72 864 дес.) пахотной земли и 985 км² (90 147 дес.) лугов, не считая в том числе казённых земель, занятых, помимо неудобной земли, тоже лесом. Лесная площадь у владельцев составляла 99 %, а у крестьян — 20,7 % принадлежащих им земель.

## История
Первоначально Верхотурский уезд сложился как административно-территориальное образование в XVII веке в составе Тобольского разряда.
Официально уезд образован 27 января 1781 года в составе Екатеринбургской области Пермского наместничества. С 12 декабря 1796 года в составе Пермской губернии. 15 июля 1919 года уезд выделен из состава Пермской губернии во вновь образованную Екатеринбургскую губернию. 
3 ноября 1923 года уезд был ликвидирован, его территория вошла в состав Верхотурского округа Уральской области.

## Население
Население уезда составляло 208 237 человек (1878) и состояло преимущественно из православных русских; примесь других народов (манси) и религий (мусульмане) была незначительна. Некоторые поселения Верхнетурского уезда по числу жителей значительно превосходили свой уездный город. Таковы заводы Нижнетагильский с населением 29 055 человек (1878), Верхнетуринский — 6 216 человек, Кушвинский — 8 241 человек, Нижнесалдинский — 10 584 человека и др.
По данным переписи населения 1897 года население уезда составляло 270 866 чел., в том числе в городах Верхотурье — 3179 чел. и Алапаевске — 8646 чел.

## Административное деление
В 1913 году в состав уезда входило 39 волостей:
| - Арамашевская, - Баранчинская — с. Баранчинский завод, - Башкарская, - Богословская — с. Богословский завод, - Бродовская, - Верхне-Салдинская — с. Верхне-Салдинский завод, - Верхне-Синячихинская — с. Верхне-Синячихинский завод, - Верхне-Туринская — с. Верхне-Туринский завод, - Висимо-Уткинская — с. Висимо-Уткинский завод, - Висимо-Шайтанская — с. Висимо-Шайтанский завод, - Всеволодоблагодатская — с. Всеволодоблагодатское, - Выйско-Никольская — с. Нижне-Тагильский завод, - Караульская, | - Коптеловская — с. Коптелово, - Красногорская — с. Салдинско-Рублевское, - Краснопольская, - Кушвинская — с. Кушвинский завод, - Лайская — с. Лайский завод, - Лозвичская — с. Андриановичи-Ивановское, - Махневская — д. Махнёво, - Меркушинская — с. Меркушинское, - Мироновская, - Монастырская — с. Монастырское-Ивановское, - Нейво-Алапаевская — гор. Алапаевск, - Нейво-Шайтанская — с. Нейво-Шайтанский завод, - Нижне-Салдинская — с. Нижне-Салдинский завод, | - Нижне-Синячихинская — с. Нижне-Синячихинский завод, - Нижне-Тагильская — с. Нижне-Тагильский завод, - Нижне-Туринская — с. Нижне-Туринский завод, - Николае-Павдинская — с. Николае-Павдинский завод, - Николае-Павловская, - Ново-Туринская, - Петрокаменская — с. Петрокаменский завод, - Покровская, - Топорковская, - Троицко-Александровская — с. Нижне-Тагильский завод, - Турьинская — с. Турьинские Рудники, - Усть-Лялинская — с. Романово, - Черно-Источинская — с. Черно-Источинский завод. |

населённые пункты
- Чащегорова (Чещегорова, Чешегорова, Погост Меркушинский)  — деревня в Меркушинской волости

## Экономика
Главные занятия населения — работа на горных заводах и при добыче руд, а также лесной промысел: рубка дров и леса, сплав того и другого, заготовка угля, в огромных количествах потребляемого заводами, гонка смолы и дегтя и прочее. Очень типичным промыслом являлась заготовка и сбыт кедровых орехов. Звероловством занимались в основном манси. Земледелие и скотоводство были мало развиты; скот содержался лишь для собственных нужд. Из хлебов возделывались рожь, овёс, ячмень и небольшое количество пшеницы. Заводско-фабричная деятельность Верхотурского уезда, помимо горного дела, была незначительна: в 1888 году здесь насчитывалось всего 8 заводов и фабрик, с общим оборотом 83 500 р. в год, причем 3 из них с оборотом в 62 000 р. производили питательные продукты. Торговых предприятий в Верхотурском уезде в 1888 году было 351, с годовым оборотом в 4 669 800 р. Первое место занимает торговля мануфактурными товарами (годовой оборот свыше 1 1/2 млн руб.) и вином (годовой оборот более 1,28 млн руб.).